# Marcus Astvald
Marcus Astvald (sinh ngày 3 tháng 9 năm 1990) là một cầu thủ bóng đá người Thụy Điển thi đấu ở vị trí tiền vệ trái hay tiền đạo cho IK Brage ở Superettan.